# Distrito Escolar Sweetwater Union

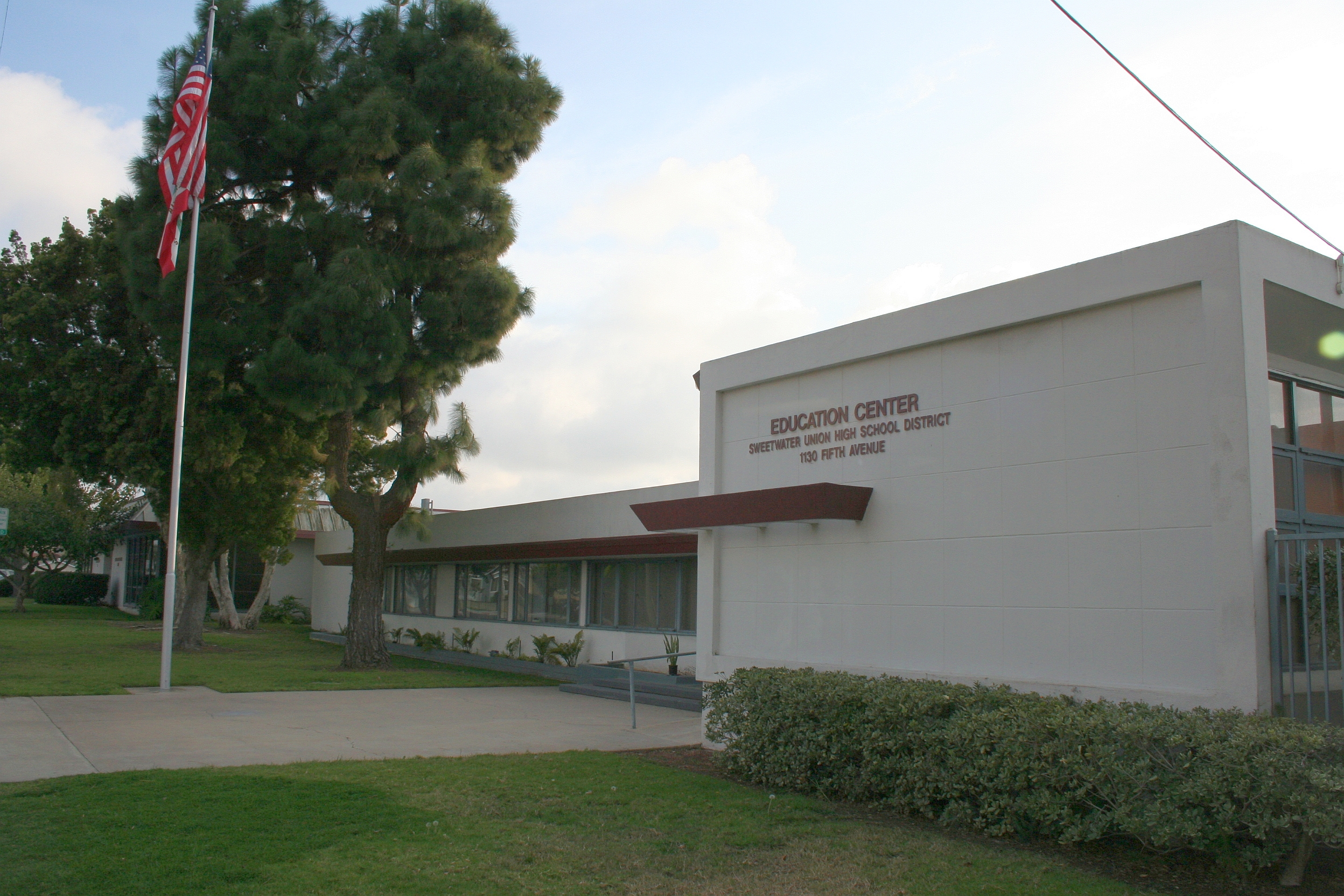
Oficina del Distrito.

Distrito Escolar Sweetwater Union (Sweetwater Union High School District o SUHSD por sus siglas en inglés) es un distrito escolar ubicado en el Condado de San Diego, California que sirve a más de 42,000 estudiantes de preparatoria y más de 32,000 alumnos adultos. Situado en la parte suroeste del Condado de San Diego entre el centro de San Diego y la frontera internacional con México. El distrito sirve a las comunidades de Chula Vista, Imperial Beach, National City, y la parte de San Ysidro en San Diego. Tiene su sede en Chula Vista.